# Río Tahuando
Le río Tahuando est une rivière d'Équateur.

## Géographie
Le río Tahuando prend sa source sur le versant est du Cerro Imbabura. Il coule ensuite vers l'est, avant d'obliquer vers le nord, de traverser la ville d'Ibarra, et de rejoindre le río Ambi.